# Jóvens Nacionalistes d'Unió Valenciana
Jóvens Nacionalistes (Jóvens Nacionalistes d'Unió Valenciana) va ser l'organització política juvenil del partit polític Unió Valenciana. Ideològicament l'organització es definia com valencianista, nacionalista, progressista i democràtica. El seu darrer secretari general ha estat Raul Cerdà, després que l'organització se tornara a constituir després d'un període d'inactivitat. Jóvens Nacionalistes d'Unió Valenciana ha tingut estructura en diferents comarques del País Valencià.
Durant molts anys esta organització tingué el nom de Joventut Nacionalista Valenciana (JNV). Anys més tard passa a anomenar-se Joventut Nacionalista Valenciana-Joventuts d'Unio Valenciana (sic) i posteriorment Joventuts Nacionalistes d'UV.
En almenys dos ocasions, des d'Unió Valenciana es va intervindre a les joventuts. La primera ocasió va ser en novembre de 1993, quan es va expulsar a la pràctica totalitat dels Jovens Nacionalistes (sic) quan estos es desmarcaren de la línia regionalista del partit per defensar una més nacionalista. El mateix Vicent Lizondo va acusar Vicent Flor i a la resta de dirigents de les expulsades joventuts de voler convertir-se en la Herri Batasuna valenciana. Els joves expulsats van formar aleshores l'entitat Joventut Valencianista. En 2002, a més, la direcció d'Unió Valenciana (UV) va suspendre cautelarment el consell executiu nacional de Jóvens Nacionalistes quan des de l'organització juvenil van mostrar suport al Pla Ibarretxe.

## Presidents
- Josep Ballester i Soler (1984-1987)[1]
- Maria Àngels Ramón-Llin (1987-1991)[1]
- Josep Vicent Rioja i Rioja (1991-1993)[1]
- Mario Tortosa i Gozálvez (1993-1994)[1]
- Valer Eustaquio i Juan (1994-1997)[1]